# Варвара (област Пазарджик)
Вижте пояснителната страница за други значения на Варвара.
Варвàра е село в Южна България. То се намира в община Септември, област Пазарджик.

## География
Варвара е село, разположено в полите на Западните Родопи, на северния склон на рида Алабак. Намира се на 19 km от Пазарджик и на 6 km от Септември. Разположено е в подножието на много стръмен откос на склона на планината. Селото се състои от две части – гара Варвара, разположена в долината на Чепинската река, и същинското село Варвара, разположено в полите на Западните Родопи.
В непосредствена близост са селата Ветрен дол, Симеоновец и Семчиново. Четирите села се преливат буквално едни в други, почти без разстояния помежду си.

### Климат
Климатът е преходно-континентален. Отличава се с мека зима, ранна пролет, горещо и сухо лято, и често с дълга и слънчева есен. Селото се намира в един от най-сухите региони на Република България с годишно количество валежи около и под 500 mm. Фактът, че селото се намира в така наречената Родопска яка при надморска височина от 270 до 360 m, позволява абсолютните минимални температури да са по-умерени в сравнение със съседните села в низините. С други думи няма температурни инверсии, което позволява съществуването на открито на някои субтропични растения като смокиня, нар, киви, райска ябълка, дафин, черница, тютюн. Районът е много благоприятен и за лозя, поради многото слънчеви дни, така необходими за оптималното зреене на гроздето.

## Транспорт
Във Варвара се събират шосейните пътища от Пазарджик, Септември и Велинград, и има гара на теснопътната линия Септември – Добринище.

## История
В околностите на с. Варвара са извършвани археологически изследвания от Димитър Цончев. Установено е старо тракийско светилище от V – IV век пр. Хр., съществувало на мястото на раннохристиянския храм „Света Марина“. Намерени са плочка на тракийски конник, железни брадви, ножчета, бронзов звънец, парчета от съдове, римска керамика и монети от Константин I Велики (306 – 337 г.), Констант (333 – 350 г.) и Валент (364 – 378 г.).
При турското завоевание старото българско село е било унищожено и на 500 m в посока юг, разбягалото се по близките гори население, създава днешното село Варвара.
През 1811 г. започва изграждането на нова църква „Св. Варвара“, завършена през 1814 г.
До 1978 г. е общински център.

## Културни и природни забележителности
- Църква „Света влмча Варвара“ – строежът на храма е започнат през 1811 г. и е завършен през 1814 г. Инициатор и ктитор при построяване на църквата е бил чорбаджи Атанас Лозанов (Джеката), чийто образ е изографисан вдясно от входната врата, заедно с образа на зографа Петраки Костакович. Майсторът на строежа е неизвестен.
- Останки от ранносредновековни параклиси „Света Петка“, „Свети Никола“, „Свети Илия“, „Света Троица“;
- Остатъци от средновековна крепост „Градището“ („Дуварето“). Намира се на стар средновековен път, минаващ през Милеви скали за Корово (днес с. Драгиново). От нея се е подавал сигнал за крепостта „Цепина“. Крепостта е с правоъгълна форма, личат основите на две някогашни кули.
- Варварски минерални извори. Покрай бреговете на Чепинска река са открити 15 минерални извора, като през 1957 г. чрез сонда на 150 m дълбочина е намерена изобилна минерална вода със сярно съдържание и температура от 92 °C, което нарежда извора на второ място в Репубилка България по топлина на водата. На базата на тези извори са построени Варварски минерални бани, спа хотел Аква Варвара и комплекс Плажа Варвара;
- Защитена местност „Св. Марина“ (1,5 хектара) – покровителка на чудодейния извор на това свято светилище, с пет вековни зимни дъба. На това свещено място са разкрити основите на някогашна църква. Водата на чудодейния извор се смята за лековита – лекува очни болести. Зидовете на църквата са запазени на височина повече от 2 m. Макар и без покрив, църквата се посещава целогодишно. При проучванията са установени два строителни и хронологически етапа. Изграждането на култовата сграда се поставя като време в началото на V век. Била е разрушена в края на VI век или началото на VII в., вероятно при славянските нашествия от Византия. Намира се непосредствено над гара Варвара.
- Защитена местност „Свети Георги“ (5,7 хектара) – естествено находище на блатно кокиче, намиращо се в тази местност. Блатното кокиче е застрашен вид, включен в Червената книга на Република България;
- Защитена местност „Коритата“ (10,7 хектара).
- Хижа „Равно боре“, намираща се на 1 050 m надморска височина. Дотам може да се стигне през пътека, минаваща през местността „Св. Марина“ и средновековната крепост „Дуварето“. Пътеката съвпада със стар средновековен път от Тракия за Родопите. Пътеката е само за пешеходци, с дължина 8 km и се изминава средно за 2,5 ч. Вторият маршрут минава през старите минерални бани, 4 km разстояние и се изминава за 1,5 часа ходене. Третият маршрут е черен горски път, започващ от с. Симеоновец;
- Местност „Старите Гробища“. В местността се простира величествена гора от дъбове на по няколко века.

## Редовни събития
- 1 януари – Нова година, Васильовден. Според спомените на старите жители на селото, Варвара празнува Дервишовден на Васильовден. Почитането му като празник започва преди много години. Тъй като кукерските игри са чисто езически ритуали за прогонване на злите духове, носи човешката надежда за повече здраве и берекет. Кукерите цял ден ходели от къща в къща, като пожелавали да е здрава, мирна и честита Новата година! След това, този обичай се превръща в традиция и започва да се повтаря всяка година. Подготовката за празника започва два месеца преди Васильовден. Участниците в празника са предимно мъже и те започват упорито да стягат своите маски и костюми с които ще се представят. Разделят се по махали, като се стараят никой да не види маските на останалите. Още от самото начало маските във Варвара са изобразявали предимно образи на животни. С много веселие е съпроводен и обредът невестата. По традиция на 25 декември в читалището се провежда дервишко събрание, предхождащо празника. На него се избира дервишки ансамбъл, който включва невеста, младоженец, девер, деверица, цигани, мечкар и мечка, а също така и поп. Костюмите им са строго определени за всеки един от участниците – местни, автентични (сукман, риза, шимия със зарафлъци, чоено палто, чишири, елек, пояс, гугла). Деверицата реди в сито зелени клонки, с които невестата ще кичи гостите и домакините почти през целия ден за здраве и берекет. И така, готовият вече ансамбъл, под звуците на гайдата и ударите на тъпана, съпровождани и с дрънкането на звънци и бакъри в 2 часа сутринта тръгват от единия край на селото – „Каменна поляна“ и стигат до другия – гара Варвара. Към 10.30 часа пристигат на центъра на селото, пред читалището където ги очакват много хора – местни жители и гости. Дервишките свирни продължават и тук, където се играе традиционното дервишко хоро. Пристигат и кукерските групи, като всяка от тях си има водач. Започват и „палавите кукерски танци под ритъма на звънците и бакърите, веселите закачки между кукер и не маскиран. Дервишовден във Варвара е бил и ще бъде един от най-обичаните и почитани празници. Той е олицетворение на стремежа на хората към творчество, израз на желанието им да продължат възрожденския дух на българската традиция и култура.

- 6 януари – Йордановден. След празничната литургия в църковния храм, под ударите на камбанния звън всички отиват на определено място, където има изворна вода, която се събира в малко вирче. Останало още от миналото, старите жени казват: „Отиваме в Голем дол да кръщаваме водата". Попът хвърля във вирчето кръста и млади мъже и младежи се хвърлят във водата да го търсят. Късметлията обикаля с него селото за здраве, даряват го кой с каквото желае.

- Месец март – Сирни заговезни. По махали на определени места в селото и в планината се палят огньове, наречени „Оратници“. Около тях се събират хора, искат си прошка един от друг, прескачат „Оратницата“ за здраве, черпят се с баници, вино. Задължително на домашната трапеза има и халва. Всичко това е придружено с много музика, смях и веселие. През последните няколко десетки години се сформира традиция на безконтролно палене на автомобилни гуми на празника. При изгарянето си те отделят множество токсични и канцерогенни химически съединения във въздуха.

- 6 май – Гергьовден. Общоселски църковен събор, който протича през целия ден. След празничната литургия, пренасяне на иконите „Свети Георги“ и „Света Богородица“ с литийно шествие и песнопения до Оброчището „Свети Георги“, намиращо се на 4 километра в гората над селото. На мястото се пекат обречените за курбан агнета – чеверме.

- 17 юли – „Света Марина“ – общоселски църковен събор. На това свято място се прави овчи курбан за здраве, служи се празнична литургия, прави се водосвет. Мястото се посещава не само от местните жители, а и от хора, живеещи в близките и по-далечни населени места. Изворчето, което се намира в параклиса „Света Марина“ се смята за лековито – лекува очни заболявания. Немалка притегателна сила и енергия излъчват и петте вековни дъба, намиращи се около този параклис, който се намира непосредствено над гара Варвара. На хълм с изкуствено заравнен терен, над пролома на Чепинска река се намират останки на раннохристиянска църква „Света Марина“, която и до днес е почитана като свято място.

- 4 декември – „Света Варвара“ – храмов празник на селото. През 2004 г. бе чествана 190-а годишнина от построяването на храма. Всяка година на този ден, селото се посещава от много гости от съседните села и градове. В храма богослужението на празничната Света Литургия се отслужва от свещеници, които идват от други населени места (Брацигово, Ново село, Ветрен дол, Розово, Пазарджик) да уважат празника. На този ден се приготвя традиционното безмесно ястие – бурения, приготвено от кисело зеле, ориз, сухи червени чушки, праз и подправки. Пече се в тава, на фурна. Ястията, приготвени за този ден са постни.

## Население
Още през 1870 г. Стефан Захариев пише за с. Варвара, че се състои от 110 къщи, 1 училище с 20 ученици, 435 български мъже – лозари, дърводелци, варджии и земеделци. Това е кореняшката част от населението.
През 1887 г. се явява циганско население – калайджии.
През 1913 г. и 1925 г. няколкостотин български преселници са дошли от Егейска Македония, Сярско (с. Лакос, с. Раховец и с. Дотлия).
Фамилия Ангелушеви от село Варвара, преселени от областта Македония през 1918 г., има роднинска връзка с известния художник Борис Ангелушев с корени от с. Плевня, Македония

## Религия
Населението на Варвара е източноправославно. Строежът на църквата „Света Варвара“ е започнат през 1811 г. и завършен през 1814 г. На 4 май 1857 г. е изографисана от зограф Петраки Костакович. Църквата представлява трикорбна базилика. Дължината ѝ е 18 m, ширината – 9,20 m, а височината – 4,20 m, от които – 1,50 m в земята вкопана. Първият свещеник в църквата е Иван Георгиев Клисурски. След смъртта му енорията е обслулжвана от свещеник Костадин Иванов Кацаров. Свещеник Петко Драготов в периода от 1925 до 1967 г. Свещеник Косданин Златнов от 1967 година до 1969 г. Свещеник Асен К. Балабанов от 1969 година до 1999 година. От 1999 г. до 2013 г. енорията се обслужва от свещеник Костадин Костадинов Сталев. През служението на свещеник Петко Драготов е построена новата камбанария – 1967 г.
Понастоящем Енорията се обслужва от свещеник Кирил Стефонов Петракиев.

## Кухня
- Традиционното ястие за Варвара около коледно-новогодишните празници е мисирка или мисир с кисело зеле и кървавица. В подходяща тенджера се нареждат последователно нарязаната на порции мисирка, зелето, кървавицата, като помежду им се поръсва по малко ситно нарязан праз и копър за аромат. Залива се с мазнина (по желание с олио или свинска топена мас) и малко водичка. Вари се на умерен огън в продължение на няколко часа.
- Друг характерен начин за готвене на мисирка (цяла) е така нареченото „печено“. На дъното на голяма тава се слага нарязано кисело зеле, объркано с червен пипер и ситно нарязан праз. Върху него се поставя мисирката, в която предварително се слага плънка от запържен ориз с кромид лук и чер пипер. Заливат се с мазнина и се пече във фурна в продължение на 2 – 3 часа.
- Друго традиционно ястие е печено агне. Приготвя се за най-хубавите пролетни християнски празници – Великден и Гергьовден, като най-много агнета се пекат за Гергьовден. Почти всяка къща на този ден си обрича курбан за здраве и берекет през годината. Пълни се със запържен ориз, пресен зелен лук, дреболиите от агнето, подправки за аромат. След като се напълни агнето с приготвената плънка, зашива се, намазва се цялото отгоре със смес от олио, червен пипер и сол, накрая се завива с „кърпицата“. Пече се в предварително добре подгрята пещ в продължение на 3 – 4 часа. На този ден се приготвя и друг вид печено агне – чеверме, в гората на оброчището „Свети Георги“.
- За християнския празник „Света Марина“, за сватби, за кръщавки, за освещаване на нов дом – традиционното ястие е курбан по варварски. Необходими продукти: овче месо, стар кромид лук, червени домати, чушки, червен пипер, брашно, чер пипер, магданоз, сол, олио. За по-добър вкус и апетит се прибавя и люта чушка. Ястието се приготвя по специален начин и от най-добрите кулинари в селото.

## Други
На 20 юли 2010 г. във Варвара е открит нов параклис, носещ името на Св. пророк Илия. Той е построен на мястото на съществуващия каменен кръст, който е доказателство за съществуването на стар параклис още през Средновековието. Намира се югозападно от селото.
Минерален комплекс „Варвара“. Комплексът разполага със 7 минерални басейна с различна дълбочина и температура на водата.

## Местни автори
1. Георги Стоянов-Бигор
2. Петя Пенева - Летопис на една действителност село Варвара, 2007 г., Село Варвара, 2022 г.